# Río Lucala

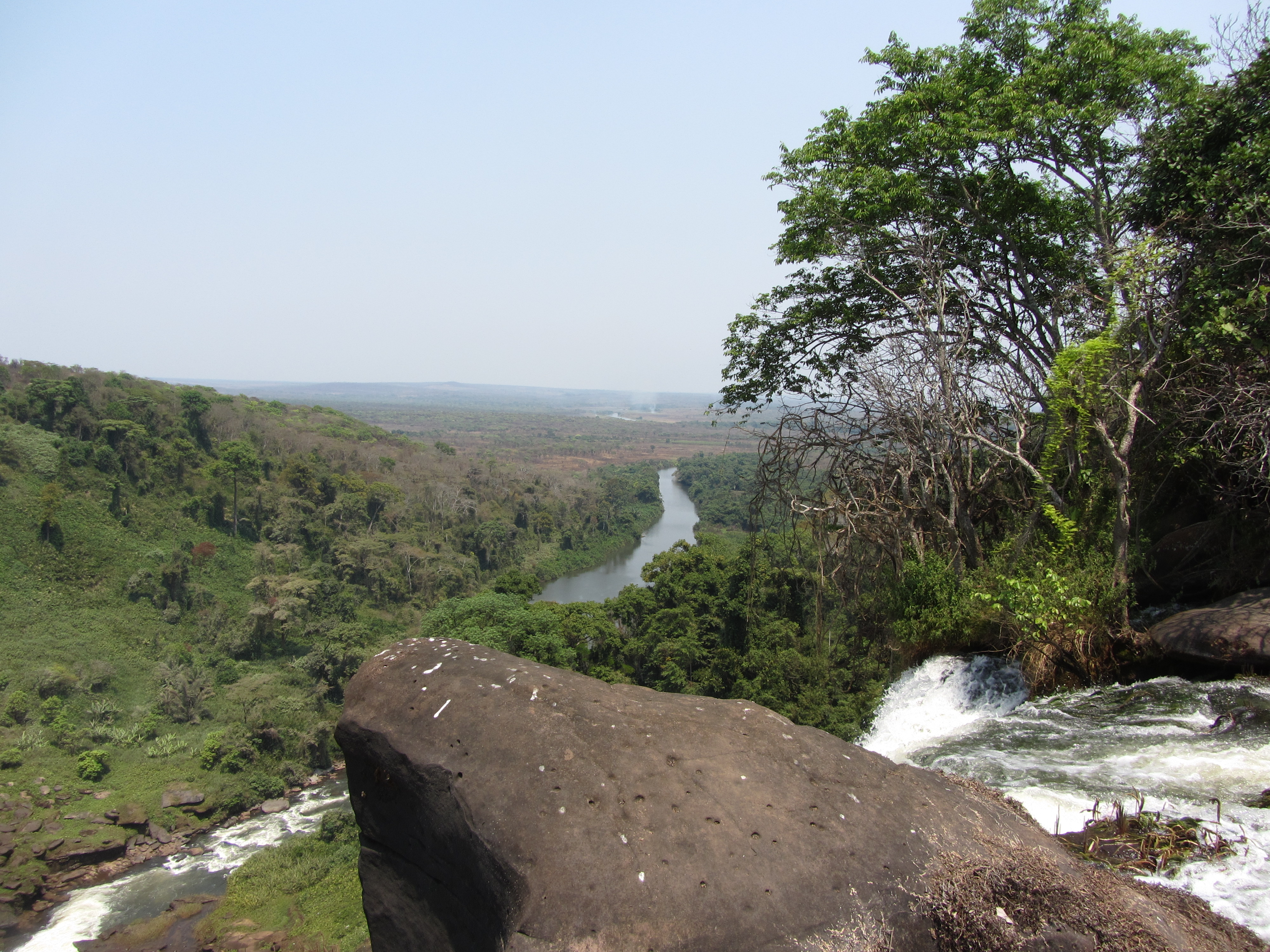
El río Lucala cerca de las cataratas de Kalandula

El río Lucala es un río del interior del África Occidental, un afluente por la margen derecha del río Cuanza que discurre íntegramente por Angola y atraviesa las provincias de Uíge, Malanje y Cuanza Norte. Es un río importante porque en él están las cataratas de Kalandula, una de las más importantes de África. 
- Datos: Q3011855
- Multimedia: Lucala River / Q3011855